# Sören Gonther
Sören Gonther (Schrecksbach, 15 dicembre 1986) è un ex calciatore tedesco, di ruolo difensore.